# 1570

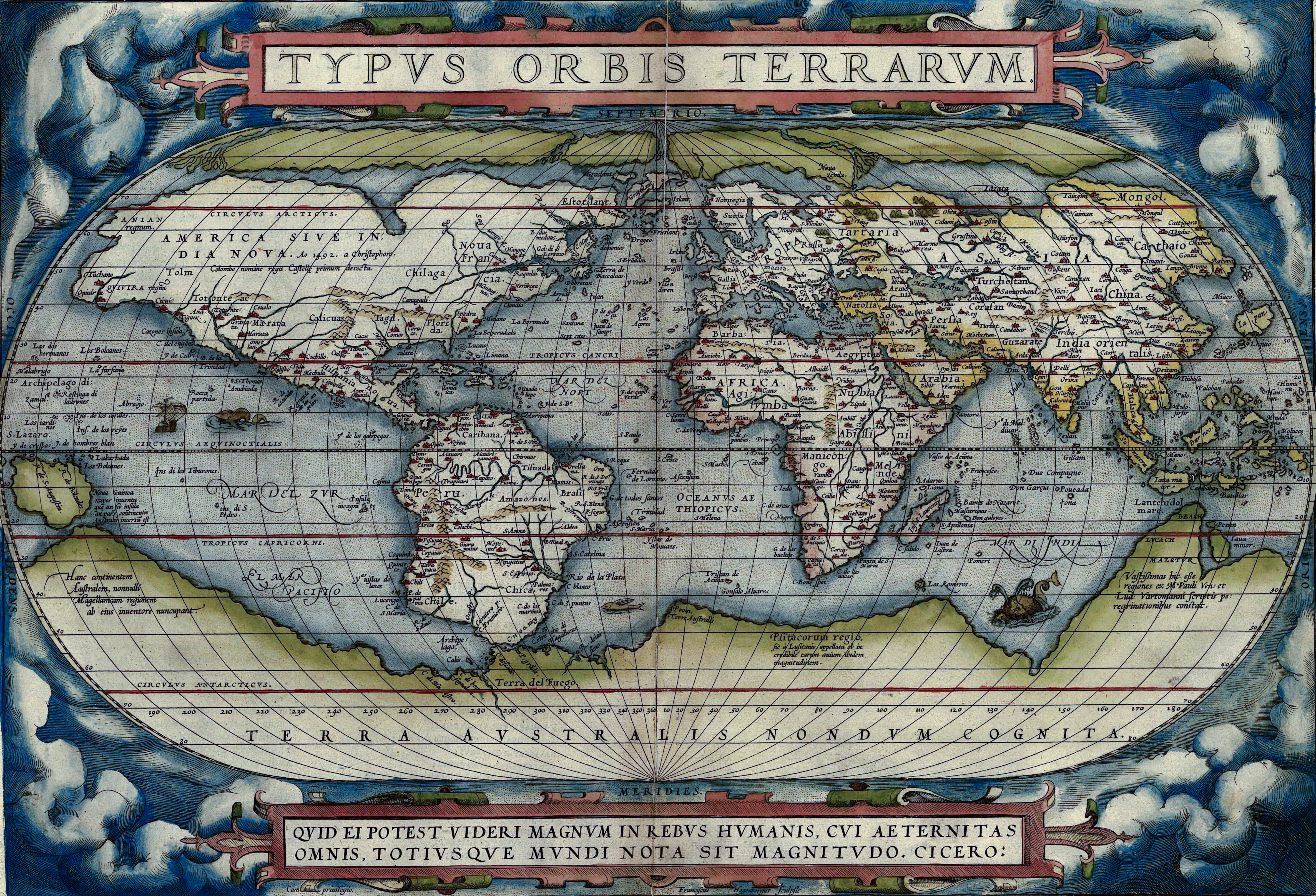
Een wereldkaart uit de atlas van Ortelius

Het jaar 1570 is het 70e jaar in de 16e eeuw volgens de christelijke jaartelling.

## Gebeurtenissen
januari
- 23 - Terwijl hij meeloopt in een optocht in de hoofdstraat van Linlithgo wordt de regent van Schotland lord Moray door een neef van de bisschop vanuit het bisschoppelijk paleis doodgeschoten. Het is de eerste geregistreerde moordaanslag met een geweer in de geschiedenis.

februari
11 - De wrede en corrupte geuzenjager Jan Grauwels  wordt in Brussel opgehangen nadat de Raad van Beroerten hem de vorige dag tot de galg heeft veroordeeld. Zijn luitenant Joachim Coomans en zijn klerk Conrad Schotte krijgen acht jaar 
- 15 - Jan Van der Noot wordt door toedoen van de hertog van Alva wegens zijn calvinistische sympathieën veroordeeld tot levenslange verbanning uit de Zuidelijke Nederlanden.
- februari - De Zeeuw Cuneris Petri kan onder bescherming van Alva zijn bisschopszetel in Friesland bezetten en neemt zijn intrek in het blokhuis van Leeuwarden. Hij beveelt de afkondiging van de besluiten van Trente in alle parochies.

april
- 23 - Paus Pius V excommuniceert koningin Elizabeth I van Engeland en verbiedt de adel haar te gehoorzamen.
- Paus Pius V geeft de bul regnans in excelsis uit, waarin hij de Tridentijnse ritus standaardiseert en veralgemeent.

mei
- 30 - In het katholieke Gouda wordt de protestant Faes Dirksz. terechtgesteld.

juli
- 3 - Een Turkse vloot van 350 schepen gaat bij Larnaca voor anker. De invasie van het Venetiaanse eiland Cyprus begint.
- 5 - Invoering van de Criminele Ordonnantiën en de Ordonnantiën op de Stijl van Procederen in criminele zaken, de eerste geüniformeerde geschreven strafwetgeving in de Nederlanden. De vorst schendt hiermee de privileges van de gewesten, waarop hij bij zijn intrede de eed heeft afgelegd. Grootste ingreep is de invoering van een verkorte procesprocedure bij halsdelicten, waarbij de verdachte geen raadsman heeft en alleen met "ja" of "nee" mag antwoorden. De rechter en niet de griffier gaat over de verslaglegging van het proces.
- 15 - Een groep van veertig jonge Jezuïeten, als missionarissen op weg naar Brazilië, wordt door protestantse kapers uit Navarra onder leiding van Jacques de Sores overmeesterd en voor Tazacorte, aan de westkust van La Palma, vermoord en overboord gegooid.
- 16 - De hertog van Alva kondigt in Antwerpen een koninklijke amnestie af voor ketters die zich onderwerpen aan de katholieke kerk.
- 24 - De Turken onder Lala Mustafa Pasha zijn opgerukt naar Nicosia en beginnen een beleg.
- 25 - Overwinning van de Hugenoten bij Arnay-le-Duc in Bourgondië dwingt koning Karel IX tot vredesbesprekingen.

augustus
- 8 - Na scherp protest van de paus verklaart Filips II van Spanje zich eindelijk -met tegenzin- bereid de Venetiaanse vloot te versterken met de zijne.
- 8 - De Vrede van Saint-Germain-en-Laye (1570) maakt een einde aan de Derde Hugenotenoorlog.

september
- 1 - De Venetiaanse, pauselijke en Spaanse vloten komen voor de kust van het Venetiaanse eiland Kreta bijeen.
- 9 - Nicosia valt.
- 17 - Het beleg van Famagusta begint.
- 17 - De Spaans-Venetiaanse vloot zet eindelijk zeil op weg naar Cyprus, maar bij Kastelorizo bereikt hen het bericht dat Nicosia al gevallen is. De Spanjaarden besluiten daarop naar huis te gaan.

oktober
- 14 - Floris van Montmorency, de baron van Montigny, wordt in het geheim in Spanje ter dood gebracht.

november
- 1 - De (derde) Allerheiligenvloed teistert de Nederlandse kusten en vernielt vele dijken en andere waterkeringen. Gevolg: honderden doden, tienduizenden daklozen, verzwolgen veestapels en wintervoorraden, zoals ook in Egmond. Begin van de ondergang van Bergen op Zoom als welvarende handelsstad. Algemene verarming van de Nederlandse bevolking, waardoor ook Alva's belastinghervormingen mislukken. Gevolg: Alva in geldnood en muitende Spaanse troepen.

december
- 14 - Herman de Ruyter neemt bezit van Loevestein voor de Prins, maar wordt enkele dagen later door Spaanse troepen gedood.
- 14 - De eerste straatverlichting ter wereld wordt aangelegd in Den Haag.

zonder datum
- Johan van Oldenbarnevelt wordt advocaat bij het Hof van Holland, waar hij zich specialiseert in zaken die met dijken en drainage te maken hebben.
- De eerste Brandaris vuurtoren op Terschelling stort in zee.
- Op last van Ivan de Verschrikkelijke wordt de stad Novgorod uitgemoord.
- In een onderlinge oorlog wordt Thailand door Birma verslagen waardoor Cambodja kans ziet onafhankelijk te worden.

## Verschenen
- 20 mei - Door Gilles Coppens de Diest te Antwerpen, Ortelius’ Theatrum Orbis Terrarum, de eerste moderne atlas met 53 kaarten.

## Bouwkunst

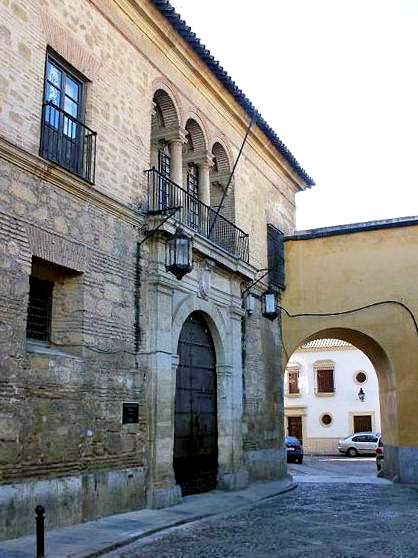
Caballerizas Reales, Córdoba (1570)

## Geboren
april
- 13 - Guy Fawkes, Gunpowder Plot samenzweerder

augustus
- 25 - Willem van Nassau-Weilburg, graaf van Nassau-Weilburg (overleden 1597)

datum onbekend
- (ca.) - Gaspar Fernandes, Portugees componist

## Overleden
juli
- 3 - Aonio Paleario, Italiaans kerkhervormer

datum onbekend
- Francesco Primaticcio (66), Italiaans schilder